# 流苏鹬
流苏鹬（学名：Calidris pugnax）为鹬科濱鷸屬的鸟类。是一種中型的涉禽，繁殖於北方歐亞大陸的沼澤和濕草甸。這種高度群居的鷸科鳥類是遷徙性的，有時在其越冬地區（包括歐洲南部和西部、非洲、南亞及澳洲）形成巨大的群體。
流蘇鷸是一種長頸、圓腹的鳥。這種物種表現出明顯的兩性異形；雄鳥比雌鳥（英名「reeve」）大得多，並具有鮮豔的繁殖羽毛，包括色彩繽紛的頭部羽冠、裸露的橙色面部皮膚、胸部的大面積黑色斑塊，以及啟發了其英文名稱的華麗羽領。雌鳥和非繁殖期的雄鳥具有灰褐色的上半部和主要為白色的下半部。雄鳥有三種不同的羽毛類型，包括一種罕見的模仿雌鳥的形式，牠們使用各種策略在求偶場中獲得交配機會，且色彩繽紛的頭部和頸部羽毛會在主要的求偶展示中豎起。雌鳥每年生一窩蛋，在隱蔽良好的地面鳥巢中產下四枚鳥蛋，並獨自孵化和養育小鳥，小鳥孵化後不久即能活動。捕食者包括狐狸、野貓和鼬鼠等哺乳動物，以及大型海鷗、鴉科和賊鷗等鳥類，牠們會捕食小鳥和鳥蛋。
流蘇鷸在濕草地和軟泥中覓食，通過視覺搜尋或探測可食物品。牠主要以昆蟲為食，特別是在繁殖季節，但在遷徙和冬季時也會消耗植物材料，包括稻米和玉米。根據IUCN紅色名錄的標準，牠被分類為「無危」，因為在斯堪的納維亞和北極地區有大量繁殖個體，因此全球鳥類保育的關注度相對較低。然而，由於土地排水、化肥使用增加、割草或放牧繁殖地的喪失以及過度捕獵，牠在歐洲的大部分地區的分布範圍正在縮小。這種下降使其被列入非歐亞遷移性水鳥協定（AEWA）。

## 分類和命名

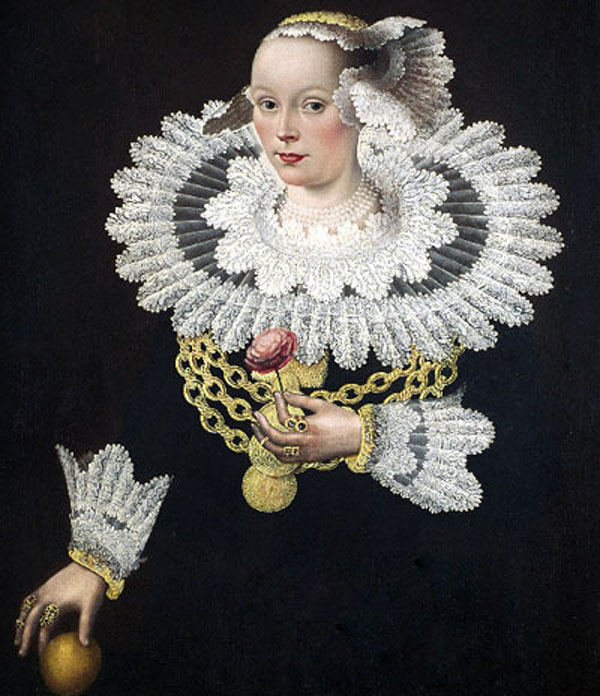
邁克爾·康拉德·赫特 十七世紀的畫作，描繪了一位戴著輪狀皺領 的女人，這是一種裝飾領子，該鳥的英文名稱即源自此.

流蘇鷸屬於大型鷸科家庭中的一種涉禽。最近的研究表明，它的最近親是寬嘴鷸（Calidris falcinellus）和尖尾濱鷸（Calidris acuminata）。它沒有公認的亞種或地理變異。
這個物種首次由卡爾·林奈於1758年在其著作中描述為Tringa pugnax。1804年，牠被德國自然學家布拉修斯·梅勒姆移入單型屬Philomachus。最近的DNA研究表明，它很適合於濱鷸屬 Calidris。屬名來自古希臘語的kalidris或skalidris，這個詞是亞里士多德用來描述一些灰色水邊鳥類的名稱。種小名指的是這種鳥在求偶場上的攻擊性行為，來自拉丁語中的「combative」。

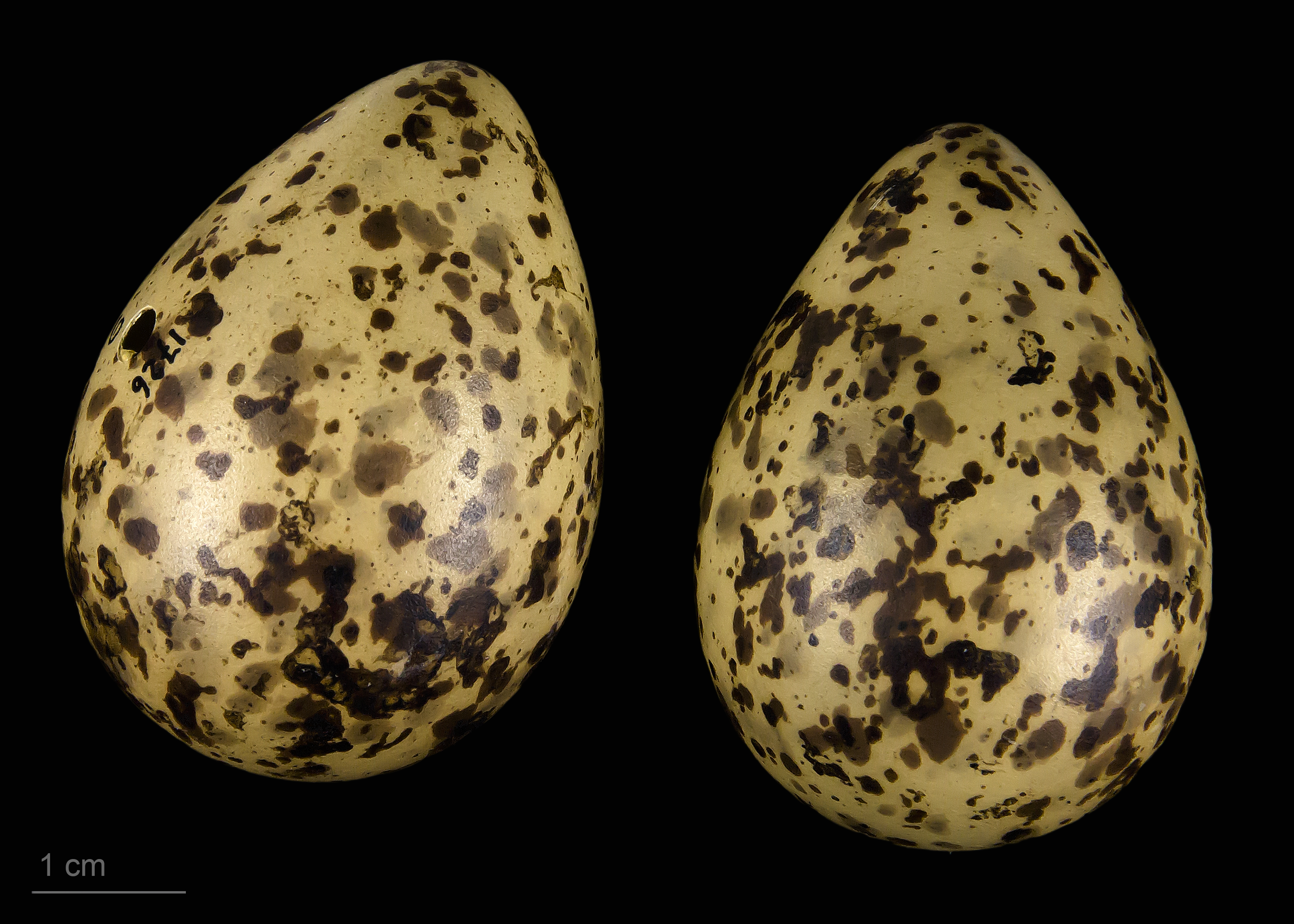
卵 Calidris pugnax pugnax

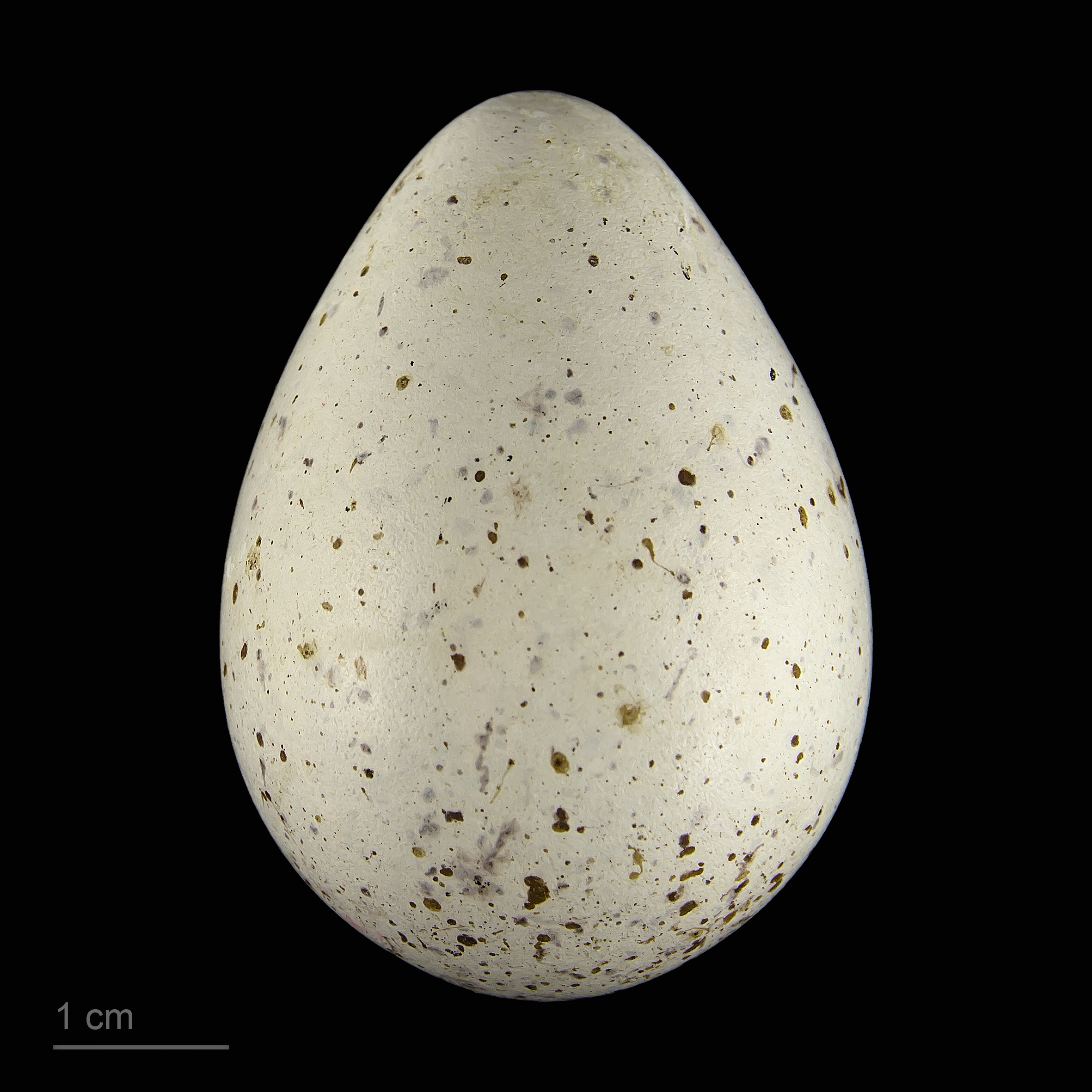
卵 Calidris pugnax

這種鳥的原始英文名稱可追溯至至少1465年，稱為ree，可能源於一個方言詞彙，意思是「狂暴的」；後來的名稱reeve，仍然用於雌鳥，來源不明，但可能與封建官員郡長的服飾相似，因為雄鳥華麗的羽毛類似於郡長的服飾。現在的名稱首次記錄於1634年，來自於輪狀皺領，這是一種從16世紀中期到17世紀中期流行的誇張領飾，因為雄鳥頸部的裝飾羽毛類似於這種領飾。

## 描述
流蘇鷸具有獨特的醬料船外觀，擁有小巧的頭部、中等長度的喙、長脖子和圓腹的身體。牠的腿很長，顏色變化多端，幼鳥為深綠色，成鳥則從粉紅色到橙色不等，有些雄鳥只有在繁殖季節才會呈現紅橙色的腿。飛行時，牠的翅膀擺動較深且較慢，與其他類似大小的涉禽相比，顯示出細長而不明顯的白色翼帶，以及尾部兩側的白色橢圓形斑點。這個物種表現出兩性異形。雖然有一小部分雄鳥類似於雌鳥，但典型的雄鳥比雌鳥大得多，並且具有複雜的繁殖羽。雄鳥身長約29—32 cm（11—13英寸），翼展為54—60 cm（21—24英寸），體重約為180 g（6.3 oz）。在5月至6月的繁殖季節，雄鳥的腿、喙和裸露的面部皮膚為橙色，並具有顯著的頭部羽冠和頸部羽領。這些裝飾在不同的鳥個體中有所變化，包括黑色、栗色或白色，顏色可以是單一的、條紋狀的或不規則的。灰褐色的背部具有鱗片狀的花紋，經常夾雜著黑色或栗色的羽毛，腹部為白色，胸部有大面積的黑色斑塊。主要繁殖羽的極端變異被認為是為了幫助在一個通常是沉默的物種中進行個體識別，該物種具有集體繁殖展示行為。
在非繁殖季節，雄鳥的頭部和頸部裝飾以及裸露的面部皮膚會消失，腿和喙的顏色也會變得較為黯淡。上半部為灰褐色，腹部為白色，胸部和側面有灰色斑點。

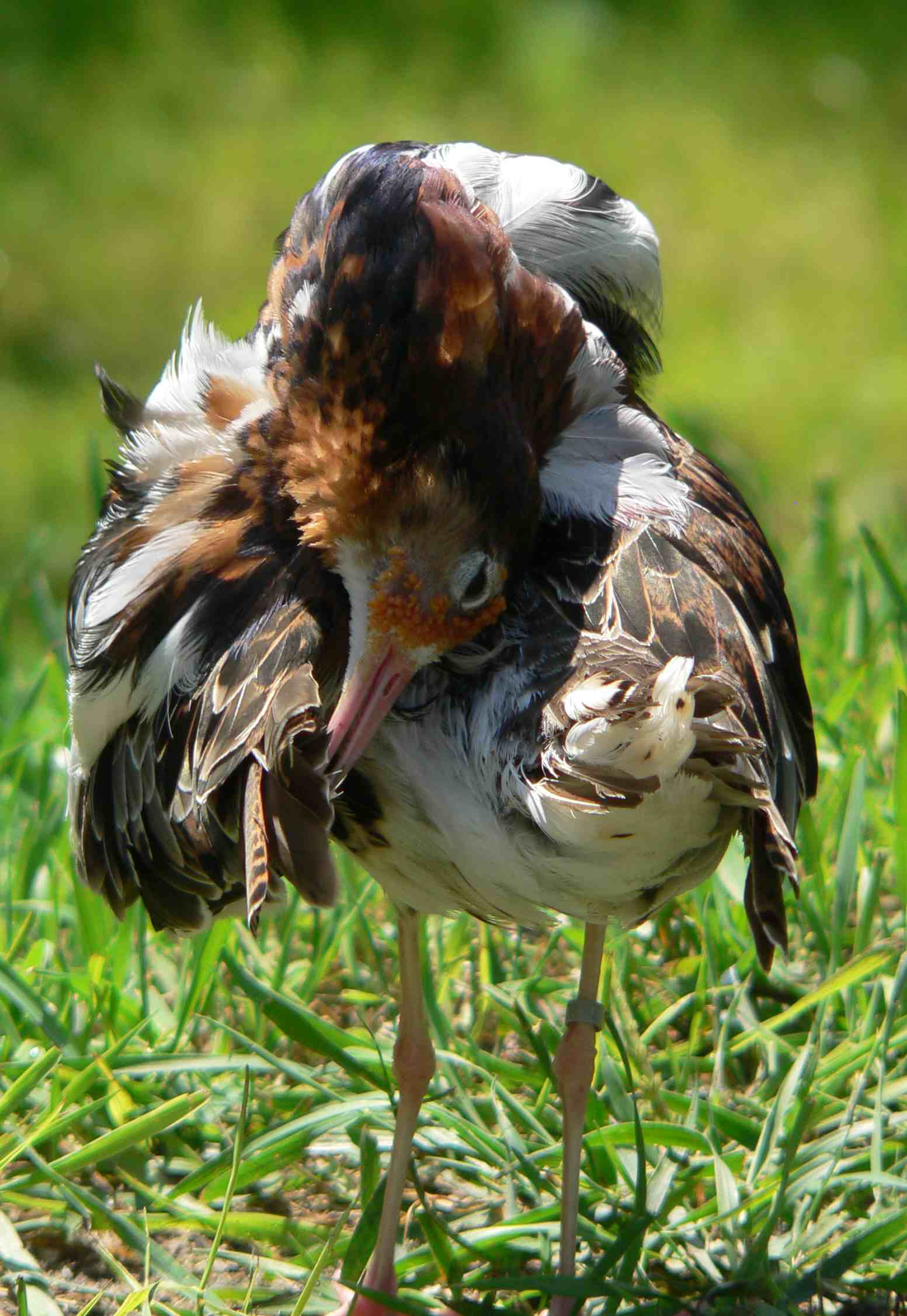
領地雄鳥的繁殖羽

雌鳥身長約22—26 cm（8.7—10.2英寸），翼展為46—49 cm（18—19英寸），體重約為110 g（3.9 oz）。在繁殖羽中，雌鳥上半部為灰褐色，羽毛中央為黑色，並有白色邊緣。胸部和側面有不同程度的黑色斑點。冬季時，雌鳥的羽毛類似於雄鳥，但性別可通過其體型加以區分。幼鳥的羽毛類似於非繁殖期的成鳥，但上半部具有整齊的鱗片狀花紋，羽毛中央為深色，腹部有明顯的黃褐色調。
成年雄性流蘇鷸在返回繁殖地之前會開始換羽，進入主要的展示羽毛階段，頭部和頸部裝飾羽毛的比例隨著春季的進展逐漸增加。第二年的鳥類在發育繁殖羽方面落後於完全成年的鳥類。牠們的體重較輕，體重增加的速度也比完全成年的鳥類慢，可能是遷徙飛行過程中對能量儲備的需求導致了換羽的延遲。
流蘇鷸的雄性和大多數雌性在冬季和最終的夏季羽毛之間有一個額外的換羽階段，這一現象也見於斑尾鷸。在完全發展出帶有彩色羽領和羽冠的展示羽毛之前，雄鳥會用條紋狀羽毛取代部分冬季羽毛。雌鳥在達到夏季外觀之前，也會發展出冬季和條紋羽毛的混合羽毛。最終的雄性繁殖羽來自於冬季和條紋羽毛的更替，而雌性只會替換冬季羽毛來達到夏季羽毛。這些條紋狀的婚前羽毛可能代表了這個物種的原始繁殖外觀，而雄性華麗的繁殖羽則是在強烈的性選擇壓力下逐漸演化而來。
成年雄性和大多數成年雌性在返回南方之前開始進行冬季前的換羽，但大部分的羽毛更替是在越冬地完成的。在肯亞，雄鳥比雌鳥提前3至4週完成換羽，通常在12月之前完成，而雌鳥通常在12月到1月初完成換羽。幼鳥在9月末到11月期間從其第一個夏季身體羽毛換羽為冬季羽毛，並在之後進行一次與成鳥相似的婚前換羽，通常會產生與成鳥同樣鮮豔的外觀。
有兩種其他的涉禽可能會與流蘇鷸混淆。幼年的尖尾濱鷸比幼年的雌性流蘇鷸稍小，並且具有相似的濃橙色胸部，但流蘇鷸體型較為修長，擁有較長的脖子和腿、較圓的頭部以及更為平滑的面部。 黃胸鷸也類似於小型幼年的流蘇鷸，但即使是雌性流蘇鷸也明顯比黃胸鷸大，具有較長的喙、更圓潤的身體和帶有鱗片狀圖案的上半部。

## 分佈與棲地

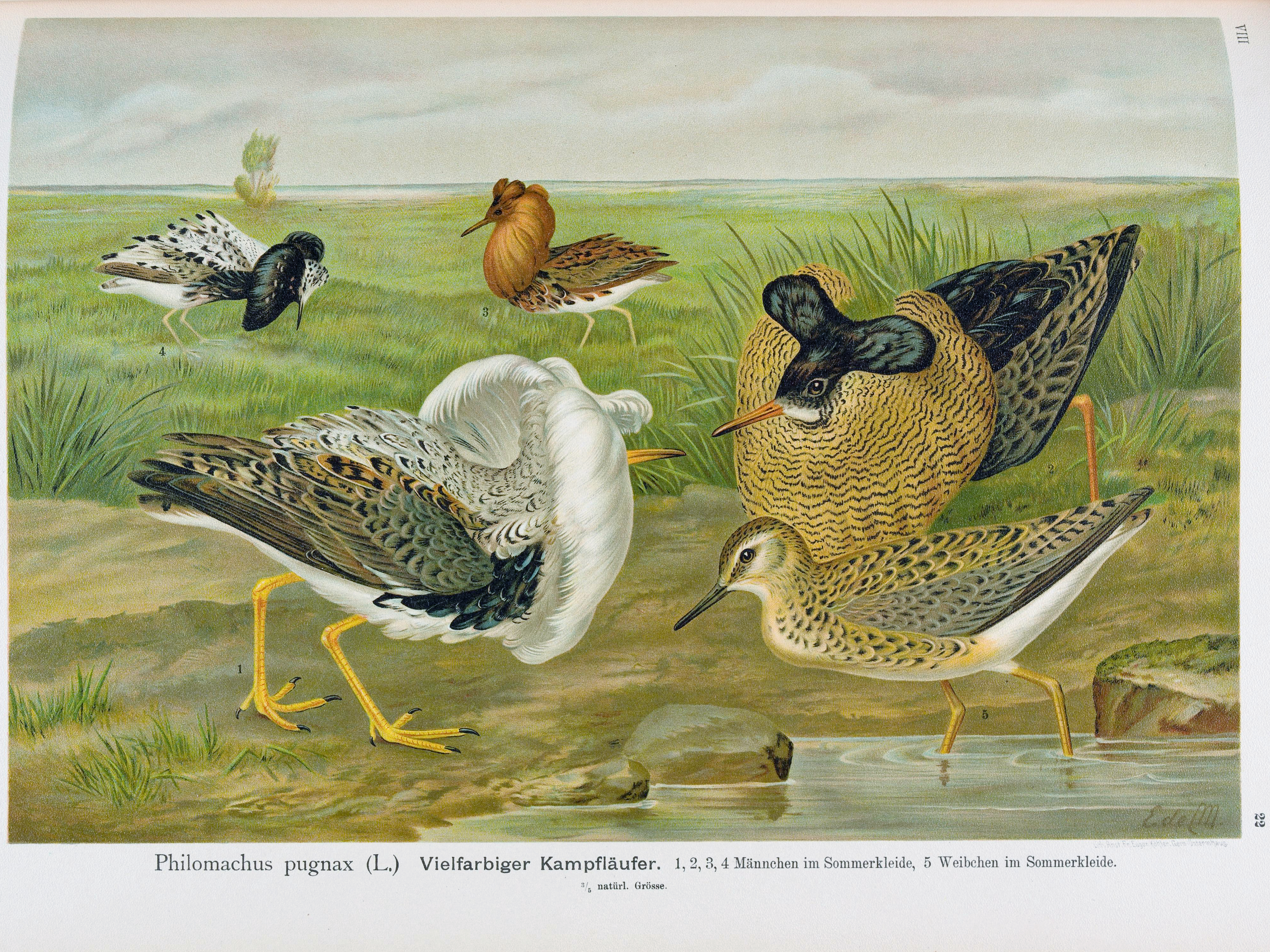
求偶場的插圖 約翰·弗里德里希·瑙曼（1780–1857）

流蘇鷸是一種遷徙性物種，牠在北歐亞的寒冷地區的濕地繁殖，並在北半球冬季期間遷徙至熱帶地區，主要是非洲。一些西伯利亞的繁殖個體每年會進行一次往返西非越冬地的長達30,000 km（19,000 mi）的遷徙。夏季和冬季棲地在西歐有有限的重疊。流蘇鷸在廣大的低地淡水沼澤和潮濕的草地上繁殖。牠避開荒蕪的苔原和受嚴重天氣影響的地區，偏好有淺水的丘陵沼澤和三角洲地區。較潮濕的區域提供食物來源，土丘和斜坡可能被用作求偶場，而具有莎草科植物或低矮灌木的乾燥區域則提供築巢地點。一項匈牙利的研究顯示，適度密集的草地放牧，每公頃（2.5英畝）超過一頭牛，能吸引更多的繁殖配對。在非繁殖季節，這些鳥類使用範圍更廣的淺水濕地，如灌溉田地、湖泊邊緣和礦區塌陷以及其他洪水區。乾燥的草地、潮汐泥灘和海岸則較少使用。密度可達每平方公里129隻（每平方英里334隻），但通常要低得多。
流蘇鷸在歐洲和亞洲從斯堪的納維亞到幾乎太平洋地區繁殖。在歐洲，牠們分佈於涼爽的溫帶地區，但在俄羅斯的範圍內，牠們屬於北極物種，主要分佈在大約北緯65°以北的地區。最多數量的繁殖地位於俄羅斯（超過100萬對）、瑞典（61,000對）、芬蘭（39,000對）和挪威（14,000對）。儘管牠們也在英國東部到低地國家、波蘭、德國和丹麥繁殖，但在這些更南部的地區繁殖的個體少於2000對。
在中国大陆，分布于新疆、西藏、北京、山东、福建、广东等地。该物种的模式产地在瑞典。

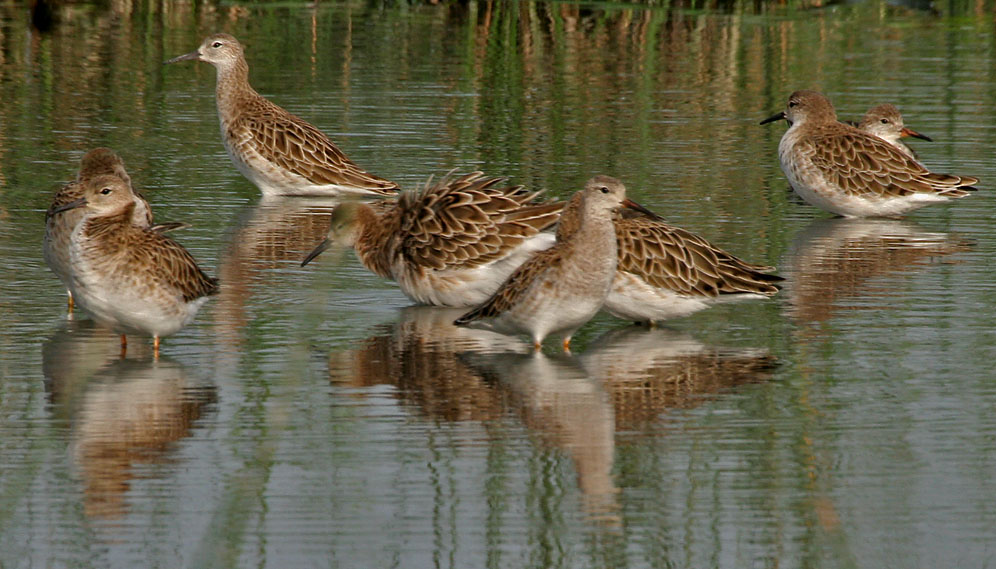
在印度越冬

牠們在遷徙時高度群居，成群遷徙，群體規模可達數百或數千隻。巨大的密集群體在越冬地形成；在塞內加爾曾觀察到一個擁有百萬隻鳥的群體。少數個體在更東的地區越冬，如緬甸、華南、新幾內亞和澳大利亞南部的零星地區，或在歐洲的大西洋和地中海沿岸地區越冬。在英國和部分西歐沿海地區，繁殖和越冬範圍重疊，鳥類可能全年都會出現。非繁殖個體也可能全年留在熱帶越冬地。流蘇鷸是阿拉斯加（偶爾在此繁殖）、加拿大和美國本土州份的稀有訪客，並且曾遷徙到冰島、中美洲、南美洲北部、馬達加斯加和新西蘭。牠們已被記錄到在其主要分佈範圍以南的北哈薩克斯坦繁殖，該地區是重要的遷徙停歇區。
雄鳥在6月底或7月初離開繁殖地，隨後在7月離開的是雌鳥和幼鳥。雄鳥通常進行較短的遷徙飛行，並且比雌鳥越冬在更北方的地區；例如，幾乎所有在英國越冬的流蘇鷸都是雄性，而在肯亞大部分是雌性。許多遷徙物種採用這種差異化越冬策略，因為這樣可以減少性別之間的覓食競爭，並使領域性雄鳥能夠盡早抵達繁殖地，增加成功交配的機會。雄性流蘇鷸由於體型較大，也可能能夠忍受較寒冷的冬季條件。
每年春季穿越地中海中部北返的鳥類似乎遵循一條明確的路徑。每年在特定的中途停留點形成大量的流蘇鷸群體進行覓食，並且在隨後的年份中再次出現被繫放或染色標記的個體。這些補充燃料的停留點比從平均體重計算出的理論最大行程距離更為密集，並為利用偏好的中途停留點的遷徙策略提供了證據。流蘇鷸儲存脂肪作為燃料，但與哺乳動物不同的是，牠們主要以脂質作為運動（包括遷徙）的主要能量來源，必要時通過顫抖保持溫暖；然而，關於牠們氧化脂質的機制，目前的研究相對較少。

## 行為

### 交配

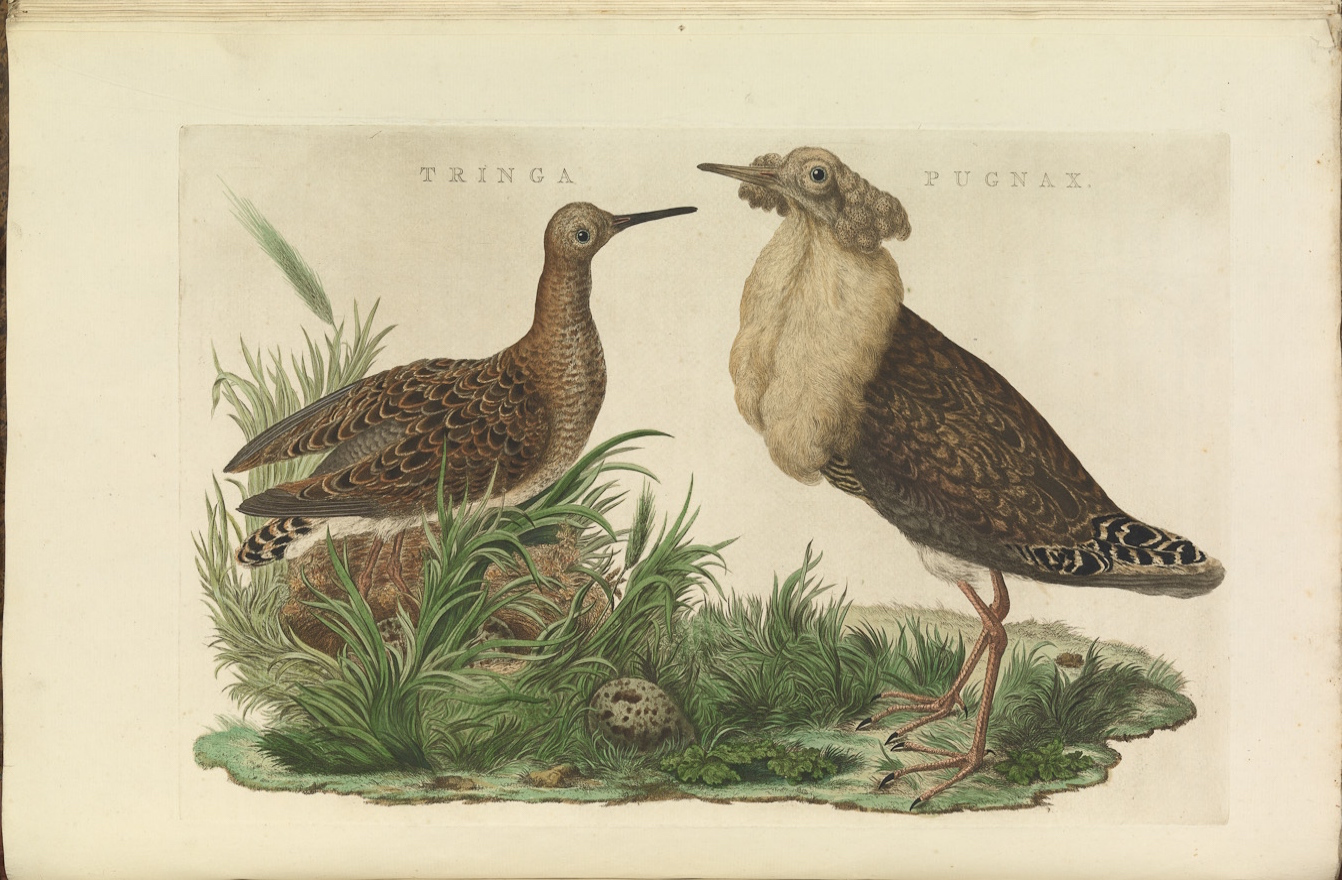
《荷蘭自然歷史綱要》中的流蘇鷸,
Vol. 1 (1770)

在繁殖季節，雄鳥會在傳統的開闊草地求偶場進行展示。流蘇鷸是少數幾種展示行為主要針對其他雄性而非雌性的物種之一，並且在所有鳥類中，雄性在羽毛和交配行為上存在明顯且遺傳的變異，這種情況非常罕見。雄性分為三種類型：典型的領地雄鳥、有白色頸部羽毛的衛星雄鳥，以及一種非常罕見的具有類似雌性羽毛的變體。個體雄性的行為和外觀在其成年期內保持不變，並且由其基因決定（見雄性變異的生物學章節）。
佔約84%的領地雄鳥擁有鮮豔的黑色或栗色頸羽，牠們在求偶場中劃定並占據小型交配領地。牠們積極吸引雌鳥，並對其他領地雄鳥表現出高度的攻擊性； 5至20隻領地雄鳥各自佔據求偶場內約1米（1.1 yd）的區域，通常中央為裸露的土壤。牠們進行複雜的展示行為，包括翅膀拍動、跳躍、直立站立、俯身並豎起頸羽，或向競爭對手突襲。即使在展示時，牠們通常也保持沉默，儘管有時可能會發出輕柔的聲音。
領地雄鳥對地點非常忠誠；90%的雄鳥在後續季節會回到相同的求偶場，最具優勢的雄鳥最有可能再次出現。對地點忠誠的雄鳥可以獲得有關其他雄鳥競爭能力的準確信息，從而形成穩定的優勢關係。這種穩定的關係減少了衝突和受傷的風險，隨之而來的低雄性攻擊性也不太可能嚇跑雌鳥。排名較低的領地雄鳥也能從地點忠誠中受益，因為牠們可以留在求偶場內，等待頂級雄鳥最終退出。
佔總數約16%的衛星雄鳥擁有白色或斑駁的頸羽，牠們不佔據領地，而是進入求偶場，嘗試與訪問領地的雌鳥交配。領地雄鳥容忍衛星鳥，儘管牠們是與雌鳥交配的競爭者，但兩種類型的雄鳥同時出現在領地上會吸引更多的雌鳥。雌鳥也更喜歡較大的求偶場，並且求偶場周圍有更高的植被，這提供了更好的築巢環境。

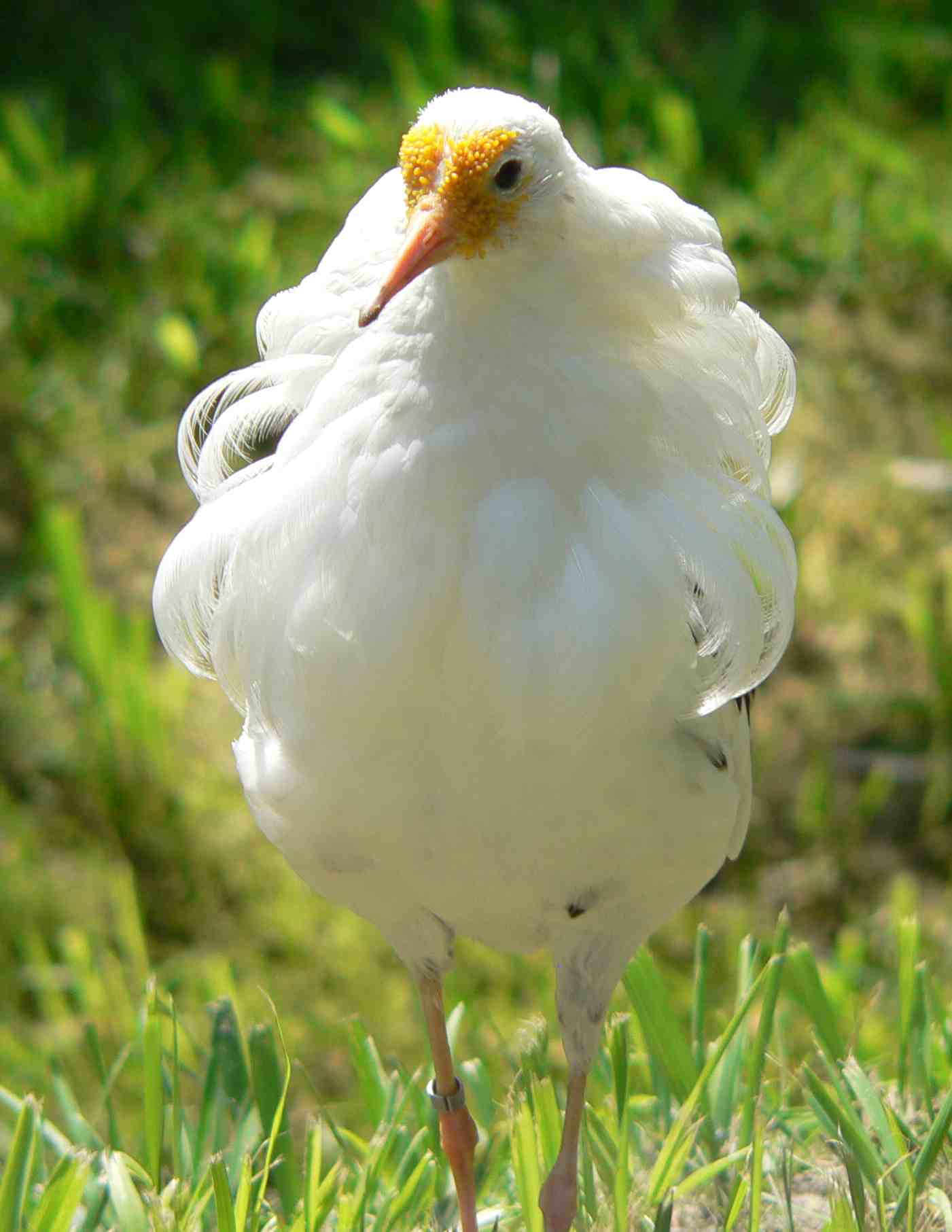
衛星雄鳥的白色流蘇

儘管衛星雄鳥平均來說比領地雄鳥稍微小一點、輕一點，但雛鳥的營養狀況並不像先前所想的那樣影響交配策略；相反，遺傳的交配策略影響了體型。如果提供相同量的食物，領地型雛鳥將會比衛星型雛鳥長得更重。衛星雄鳥不需要花費能量來保衛領地，因此牠們可以花更多的時間覓食，所以牠們不需要像領地雄鳥那樣龐大；事實上，由於牠們飛得更多，額外的體重會帶來生理上的代價。
第三種類型的雄鳥首次在2006年被描述；這是一種永久的雌性模仿者，是首次在鳥類中報告的此類現象。大約1%的雄鳥體型較小，大小介於雄鳥和雌鳥之間，牠們不會長出領地和衛星雄鳥那種複雜的繁殖羽，儘管牠們擁有比有頸羽的雄鳥大得多的內部睾丸。儘管大多數求偶鳥種的雄性睾丸相對於牠們的體型來說較小，但流蘇鷸雄鳥的睾丸比例是所有鳥類中最大的。
這種隱秘的雄鳥，也被稱為「faeder」（古英語中的「父親」），與雌鳥一起進入交配領地，當雌鳥俯身進行交配時「偷」取交配機會。faeder會換上具有條紋的婚前雄性羽毛，但不會發展出其他常見雄鳥的裝飾羽毛。如前所述，這個階段被認為顯示了原始雄性繁殖羽，在其他雄性類型進化之前。faeder可以通過其翅膀的長度來區分，這種長度介於展示雄鳥和雌鳥之間。儘管牠們有女性化的外表，faeder還是與較大的求偶雄鳥一起遷徙，並與牠們一起過冬。
faeder有時會被獨立或衛星雄鳥騎乘，但在同性騎乘中，faeder也像有頸羽的雄鳥一樣經常「在上面」，這表明其他雄鳥知道牠們的真實身份。雌鳥從不騎乘雄鳥。雌鳥似乎經常更喜歡與faeder交配，而不是與更常見的雄鳥交配，而且這些雄鳥也比雌鳥更頻繁地與faeder（以及vice versa）交配。同性交配可能會吸引雌鳥到求偶場，就像衛星雄鳥的存在一樣。
並非所有的交配都發生在求偶場，因為只有少數雄鳥會參加活躍的求偶場。作為替代策略，雄鳥也可以直接追逐雌鳥（「追逐」）或在牠們接近良好的覓食地點時等待牠們（「攔截」）。雄鳥在三種戰術之間切換，當前一天的交配率高或築巢開始後雌鳥數量減少時，牠們更有可能參加求偶場。在季節初期的寒冷天氣中，求偶場參與率較低，當時不在求偶場的雄鳥大部分時間都在覓食。
在所有已知的鳥類求偶種和所有涉禽中，流蘇鷸的一妻多夫制水平是最高的。超過一半的雌性流蘇鷸與多個雄鳥交配，並且有超過一隻雄鳥受精，而個體雌鳥與兩種主要行為型態的雄鳥交配的頻率比隨機發生的機會要高。在求偶種中，雌鳥可以在不失去雄鳥築巢和養育雛鳥支持的情況下選擇配偶，因為雄鳥根本不參與育雛。在沒有這種代價的情況下，如果一妻多夫制有利可圖，那麼在求偶種中其發生率預期會比在配偶關係緊密的物種中更高。

### 雄性間變異的遺傳學

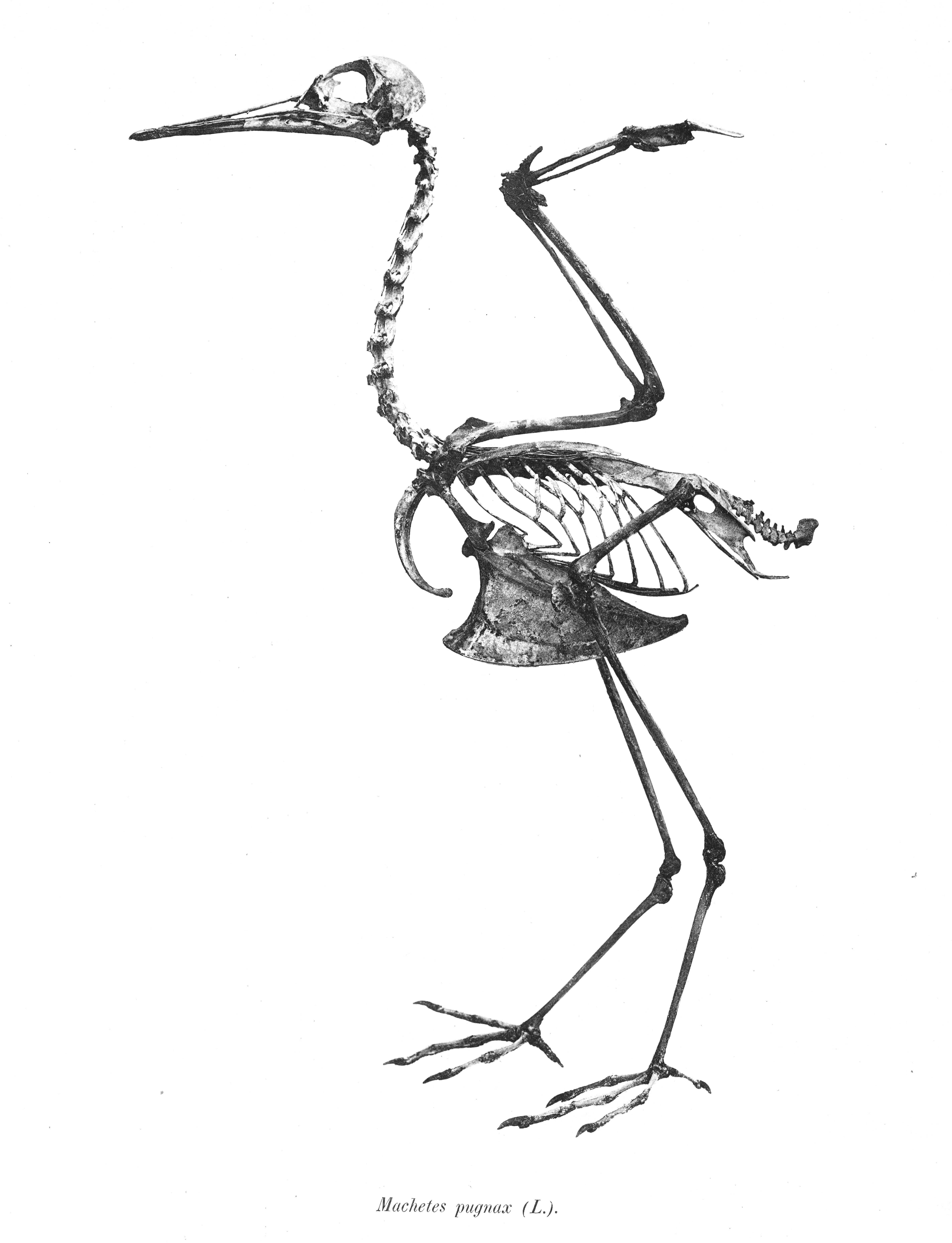
流蘇鷸的骨架

如上所述，流蘇鷸有三種雄性形態，它們在交配行為和外觀上有所不同：典型的領地雄鳥擁有深色頸羽，衛星雄鳥擁有白色頸羽，而非常罕見的隱秘雄鳥則被稱為「faeder」，具有類似雌性的羽毛。每隻雄鳥的行為和外觀在其成年期內保持不變，並由簡單的遺傳多態性決定。領地行為和外觀對衛星行為和外觀是隱性的，而初步研究結果顯示，faeder的特徵由單一顯性基因遺傳控制。最初認為領地和衛星雄鳥之間的差異是由性聯遺傳因子引起的，但事實上，與交配策略相關的遺傳基因座位於常染色體上，即非性染色體。這意味著不僅僅是雄性，雌性也可以攜帶這兩種不同形式的基因。雌性通常不顯示其遺傳類型的證據，但當雌性被植入睾酮時，牠們會表現出與其基因型相應的雄性行為。這種與睾酮相關的行為在鳥類中是不尋常的，因為鳥類的外部性特徵通常由雌激素的存在或缺乏決定。
在2016年，兩項研究進一步確定了責任區域在第11號染色體和4.5-Mb涵蓋的染色體重排上。科學家們能夠證明，第一次基因變化發生在380萬年前的常駐染色體上，當時其中的一部分斷裂並以錯誤的方向重新引入。這種倒位創造了faeder等位基因。大約50萬年前，在同一倒位區域內，faeder和常駐等位基因的另一罕見同源重組事件導致了衛星等位基因的形成。4.5Mb倒位涵蓋了90個基因，其中一個是編碼著絲點的基因N-CENPN-，該基因正位於倒位斷裂點之一。該基因的失活會產生嚴重的不良影響，且根據一個圈養流蘇鷸群體的譜系數據，這種倒位在純合子狀態下是致命的。在過去的380萬年間，進一步的突變在倒位內積累，即三個刪除，範圍從3.3到17.6kb不等。其中兩個刪除去除了靠近兩個基因的進化高度保守的元素-HSD17B2和SDR42E1-，這兩個基因在類固醇激素的代謝中起著重要作用。交配時期的激素測量顯示，儘管居住者的睾酮水平急劇上升，faeder和衛星雄鳥僅經歷了雄烯二酮水平的升高，這種物質被認為是睾酮生物合成的反應中間體。作者得出結論認為，一個或多個刪除作為同側作用調控突變改變了其中一個或兩個基因的基因表達，並最終導致不同的雄性表型和行為。

### 築巢與生存

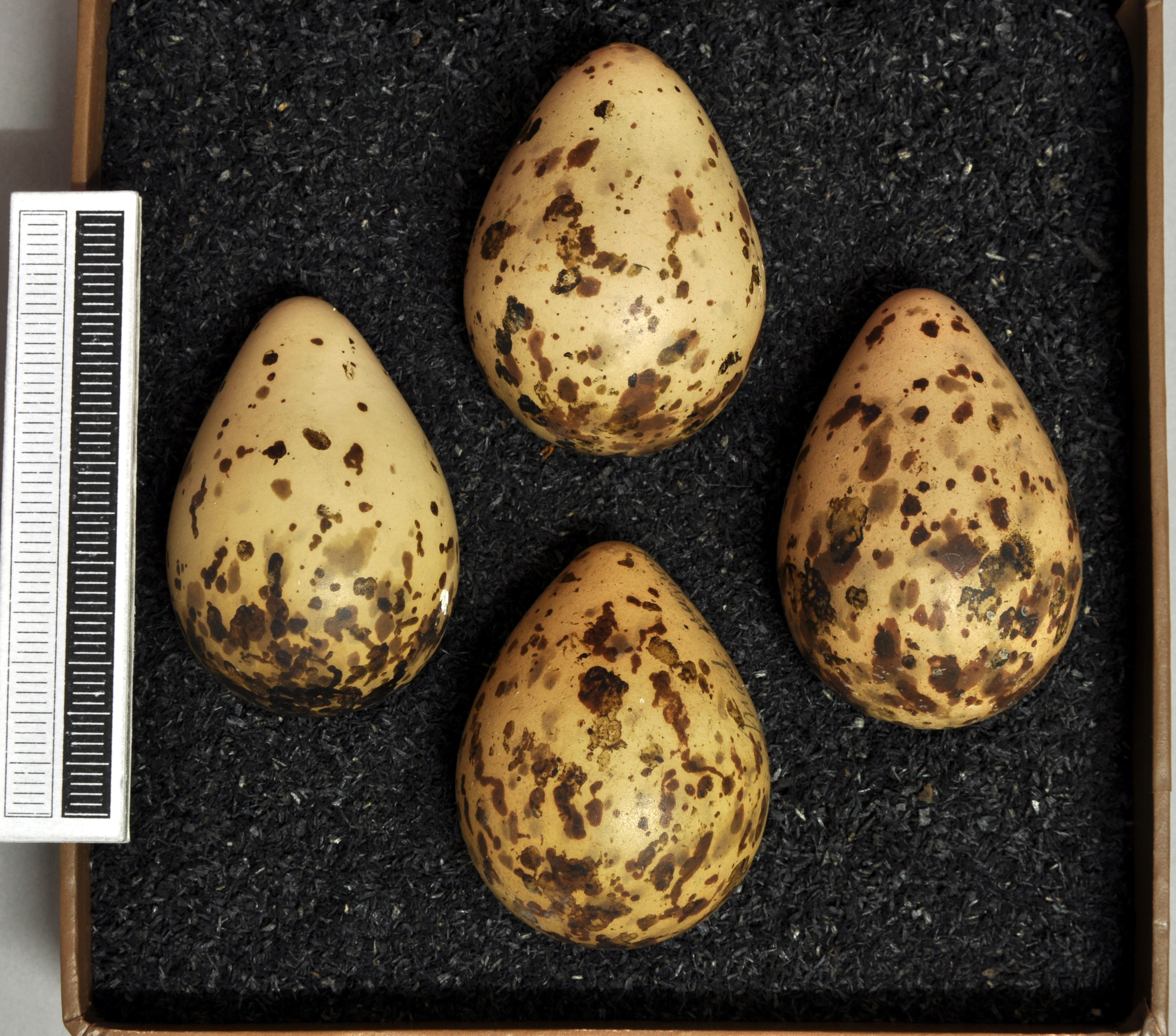
蛋, 收藏於威斯巴登博物館

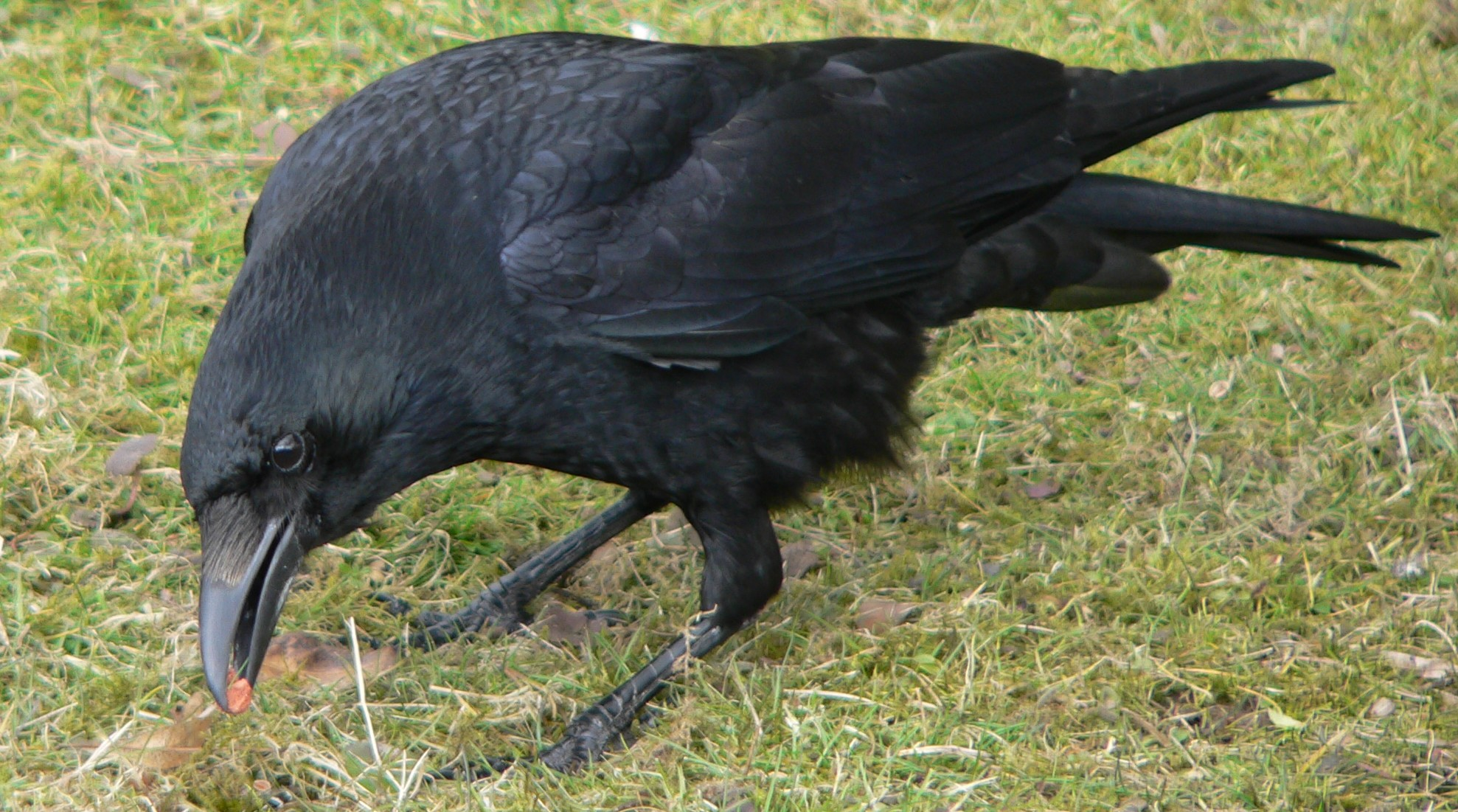
小嘴烏鴉會攻擊濕地涉禽的巢穴以獲取蛋和雛鳥

巢是一個淺的地面凹坑，內襯草葉和莖，隱藏在沼澤植物或高草叢中，距離求偶場可達400米（440 yd）。築巢是孤立的，儘管有幾隻雌鳥可能會在靠近求偶場的地方產卵。蛋呈微光的綠色或橄欖色，並有深色斑點；根據緯度的不同，蛋在3月中旬至6月初之間產下。
典型的巢卵數為四顆，每顆蛋的尺寸為44 mm × 31 mm（1.7英寸 × 1.2英寸），重21.0 g（0.74 oz），其中5%為蛋殼。孵化由雌鳥單獨完成，孵化時間為20至23天，並需額外的25至28天才能羽化。早熟的雛鳥有淡黃褐色和栗色的絨毛，上有黑色條紋和斑紋，並覆蓋有白色霜狀物；牠們以各種小型無脊椎動物為食，但由雌鳥負責孵育。每年撫育一窩雛鳥。
流蘇鷸經常表現出明顯的性別數量不均。芬蘭一項針對幼鳥的研究發現，只有34%是雄鳥，1%是faeder。似乎雌鳥在體況不佳時，在產蛋階段會產生更高比例的雄鳥。當雌鳥處於較佳體況時，性別比例的偏差較小或不存在。
在濕草地繁殖的涉禽的掠食者包括大型鷗類、渡鴉、小嘴烏鴉和黑頭鴉，以及大賊鷗和短尾賊鷗；狐狸偶爾會捕食涉禽，而野貓和白鼬的影響則未知。過度放牧會使巢更容易被發現，從而增加捕食風險。在圈養環境中，雛鳥死亡的主要原因是壓力相關的猝死和斜頸症。成鳥似乎幾乎沒有外部寄生蟲的證據，但在其熱帶越冬地可能存在顯著水平的疾病，包括在其內陸淡水棲地的禽瘧疾，因此預期牠們會強烈投資於自身的免疫系統；然而，2006年一項分析在弗里斯蘭攔截的遷徙流蘇鷸血液的研究顯示，這種鳥類在至少一項抗性測量中實際上顯示出未解釋的低免疫反應水平。流蘇鷸從第二年開始繁殖，而度過雛鳥階段的鳥類的預期壽命平均為約4.4年，儘管一隻芬蘭鳥創下了13年11個月的紀錄。

### 覓食
流蘇鷸通常透過穩定的步行和啄食動作來覓食，通過視覺選擇食物，但它也會深入水中並將頭部浸入水中。在東非的鹽湖上，它經常像瓣足鷸一樣游泳，從水面撿取食物。 它會在夜間以及白天覓食。 據認為，流蘇鷸使用視覺和聽覺線索來尋找獵物。 覓食時，流蘇鷸經常豎起背部羽毛，在背上形成一個鬆散的尖峰；另一相同習性者為黑尾鷸。

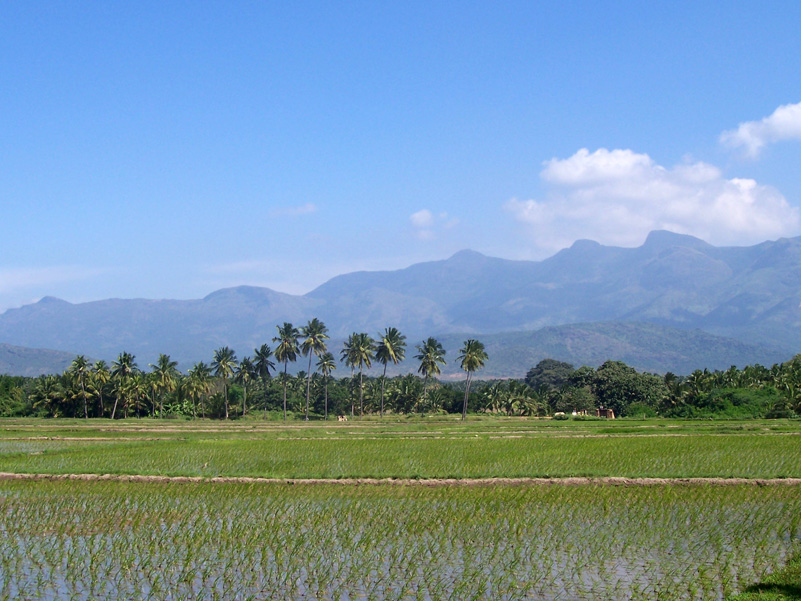
稻田是冬季最受青睞的覓食地

在繁殖季節，流蘇鷸的飲食幾乎完全由陸生和水生昆蟲的成蟲和幼蟲組成，如甲蟲和蒼蠅。在遷徙期間和冬季，流蘇鷸食用昆蟲（包括石蛾、水甲蟲、蜉蝣和蚱蜢）、甲殼類、蜘蛛、軟體動物、蠕蟲、青蛙、小魚，還有稻米和其他穀物、莎草、草和水生植物的種子。 遷徙中的鳥類在義大利根據各停留地點的食物供應調整其飲食。發現了綠色水生植物材料、撒落的稻米和玉米、蒼蠅和甲蟲，還有不同數量的砂礫。 在西非的主要越冬地，稻米在季節後期成為喜愛的食物，因為稻田逐漸乾涸。
在遷徙前，流蘇鷸的體重以每天約1%的速度增加，遠遠低於繁殖於阿拉斯加的斑尾鷸，其增重速度是其四倍。這被認為是因為斑尾鷸在其跨太平洋飛行中無法使用補給區進食，而流蘇鷸能夠定期停下來，並在陸上遷徙期間攝取食物。出於同樣的原因，流蘇鷸在遷徙前不會像斑尾鷸那樣生理性地縮小消化器官以減少體重。

## 與人類的關係

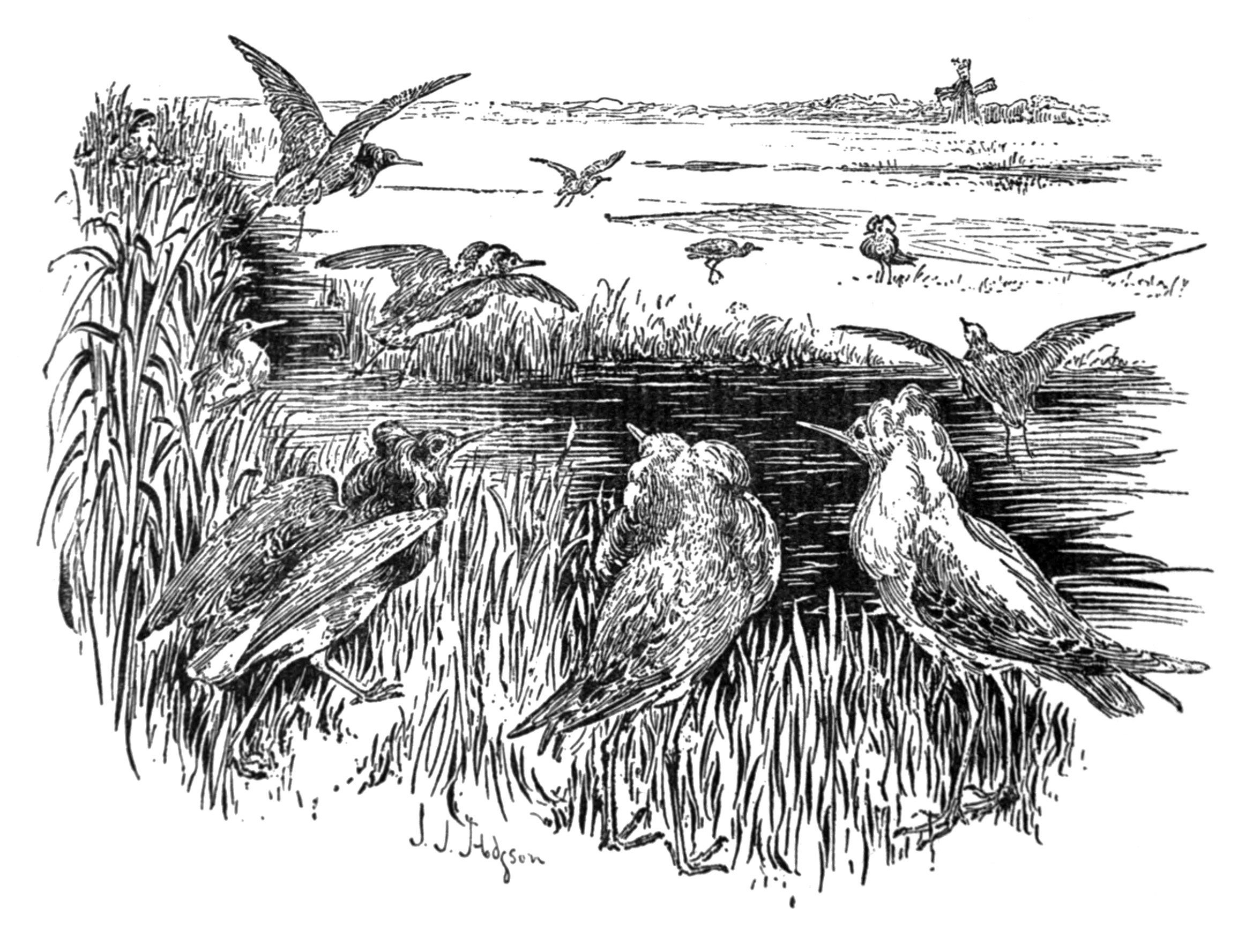
1897 年，插圖描繪了流蘇鷸被網捕獲，以作為食物的畫面

流蘇鷸過去曾在英格蘭被大量捕捉作為食物；有一次，在1465年，內維爾大主教的登基宴會上就曾供應了2,400隻流蘇鷸。這些鳥在求偶時被網住，有時會被餵以麵包、牛奶和種子，然後再準備上桌。

…如果需要加快速度，就會添加糖，這會在兩週內使牠們變成一團脂肪：然後以每隻兩先令或半克朗的價格出售……殺死牠們的方法是用剪刀剪掉牠們的頭，流出的血量相當大，考慮到這隻鳥的體型。牠們像歐鷸一樣被烹飪，帶著牠們的腸子；當在關鍵時刻被殺死時，食客們稱其為最美味的佳餚。

對繁殖鳥類的沉重打擊，加上因排水和19世紀戰利品獵人和蛋收集者的採集，導致該物種在1880年代幾乎在英格蘭滅絕，儘管自1963年以來已有少量重新定居的情況。 自1800年代以來在瑞典南部的濕地排水已導致流蘇鷸在許多地區消失，儘管它在該國北部仍然常見。 使用殺蟲劑和排水導致丹麥自1900年代初以來流蘇鷸數量減少。 在一些地區，流蘇鷸和其他濕地鳥類仍然被合法或非法地捕獵作為食物。 一個大規模的例子是在馬拉威的奇爾瓦湖，一年內捕獲了超過一百萬隻水鳥（包括流蘇鷸）。
儘管這種鳥類在越冬地以稻米為食，有時稻米佔其飲食的近40%，但它主要食用的是農作物的殘留物，而非可收穫的穀物。牠有時被視為害蟲，但在經濟上重要的冬初期，由於水位較深且存在無脊椎動物獵物，這種涉禽對作物產量影響甚微。

## 保育狀況
流蘇鷸的分布範圍廣泛，估計約為1–10 百萬平方公里（0.38–3.8 百萬平方英里），其種群數量至少為200萬隻。歐洲的流蘇鷸種群數量約為20萬–51萬對，占據了超過一半的總繁殖範圍，似乎在十年間減少了多達30％，但這可能反映了繁殖種群的地理變化。流蘇鷸在2016年最後一次進行全球評估，被列為無危物種。 在2021年，IUCN評估歐洲的流蘇鷸種群為近危物種， 這可能意味著未來該物種的保護狀態會被升級。

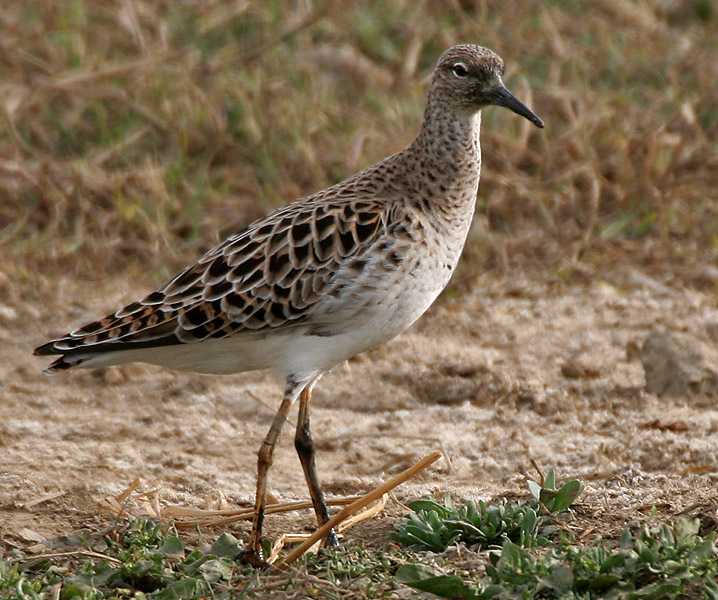
印度非繁殖羽的雄鳥

在歐洲最重要的繁殖種群位於俄羅斯和瑞典，這些地區的種群數量相對穩定，而挪威的繁殖範圍已向南擴展，但芬蘭、愛沙尼亞、波蘭、拉脫維亞和荷蘭的種群數量已減少一半以上。儘管這些國家的小型種群總體上意義有限，但這種減少延續了過去兩個世紀以來範圍收縮的趨勢。歐洲種群數量的下降被歸因於排水、肥料使用增加、過去曾被割草或放牧的繁殖地點的喪失以及過度狩獵。
更新世的化石表明，這種物種在冰川期之間的涼爽時期比現在更南方地區繁殖。 由於流蘇鷸對氣候變化、水位以及植被生長速度的敏感性，導致有人建議其分布範圍受到全球變暖的影響，流蘇鷸可能成為監測氣候變化的指標物種。 潛在的威脅還可能包括流行病暴發，如流蘇鷸易感的禽流感、肉毒桿菌中毒和禽瘧疾。
流蘇鷸是受《非歐亞遷移性水鳥協定》 （AEWA）保護的物種之一，屬於2c類別；即在其分布範圍內大部分地區顯示出“顯著長期下降”的種群需要特別關注。 這要求簽署國承諾對列名物種或其卵的捕獵進行管理，建立保護區以保護列名物種的棲地，規範狩獵並監測相關鳥類的種群狀況。